# Ardennes (departman)
Ardennes je departman u francuskoj regiji Champagne-Ardenne.

## Povijest
Ovaj departman stvoren je tijekom Francuske revolucije, 4. ožujka 1790., primjenom zakona od 22. prosinca 1789. godine. Departman je stvoren od dijela bivših provincija Champagne i Argonne, te nekoliko kneževina i drugih teritorija pripojenih Francuskoj.
Na ovom području odvile su se mnoge bitke u prvom i drugom svjetskom ratu, kao npr. bitka u Ardenima 1944. godine.

## Zemljopis
Ovaj departman graniči s francuskim departmanima Meuse, Marne i Aisne, te s Belgijom (Valonija). Najviša točka departmana je Croix-Scaille (504 m).
Departman je dobio ime po prirodnoj regiji Ardeni u kojoj se nalazi i koja se proteže i po drugim francuskim departmanima, te po Belgiji i Luksemburgu. Klima u departmanu je umjerena.

## Stanovništvo
Trend smanjivanja broja stanovnika se i dalje nastavlja u ovom departmanu. Krajem 19. stoljeća ovdje je živjelo 330 000 stanovnika, da bi oko 2000. broj bio oko 290 000 stanovnika. Odlazak stanovništva u druge krajeve prouzročen je visokom stopom nezaposlenosti.

## Gospodarstvo
Gospodarstvo departmana temelji se većinom na industriji, te u manjoj mjeri na tercijarnom sektoru.

## Vanjske poveznice
- Prefektura departmana Ardennes  Arhivirana inačica izvorne stranice od 25. studenoga 2004. (Wayback Machine)
- Generalno vijeće departmana Ardennes

|  | Portal Francuske – Pristup člancima s tematikom o Francuskoj. |